# Сферическая оболочка

Сферический слой в трёхмерном пространстве с внутренним радиусом и внешним радиусом. Справа: две половины слоя

Сфери́ческий слой — понятие комплексного анализа, раздела математики, обобщение понятия кольца; область, заключённая между двумя концентрическими сферами (в двумерном пространстве — окружностями, получаем кольцо) различных радиусов.
Устаревшие синонимы: сферическая оболочка; шаровой слой; шаровое кольцо.
Тонкий сферический слой может называться тонкостенной сферой.
Сферический слой представляет собой частный случай выпуклого слоя.

## Определение сферического слоя
Сферический слой — точечное множество {\displaystyle S} евклидова пространства {\displaystyle \mathbb {E} ^{n}(w)} размерности {\displaystyle n},  которое можно определить как следующую разность двух концентрических шаров (в двумерном пространстве — кругов, получаем кольцо) с центром в точке {\displaystyle a}, где уменьшаемое — открытый шар, а вычитаемое — замкнутый шар:
{\displaystyle S=B(a,\,R)\setminus {\bar {B}}(a,\,r),\quad } {\displaystyle 0<r<R},
или сразу как следующее обобщённое кольцо (в двумерном пространстве просто кольцо) с центром в начале координат:
{\displaystyle S=\{z\in \mathbb {E} ^{n}\colon \,r<|w|<R,\,0<r<R\}}.
Пространство может быть комплексным, вещественным или их комбинацией. 
В случае простейшего комплексно-вещественного пространства {\displaystyle \mathbb {E} ^{3}(w)=\mathbb {C} \times \mathbb {R} (z,\,u)} сферический слой {\displaystyle S} с центром в начале координат можно определить следующей формулой:
{\displaystyle S=\{(z,\,u)\in \mathbb {C} \times \mathbb {R} \colon \,r^{2}<|z|^{2}+u^{2}<R^{2}\}.}
В случае трёхмерного вещественного пространства {\displaystyle \mathbb {R} ^{3}(x,\,y,\,z)} сферический слой {\displaystyle S} с центром в начале координат можно определить формулой
{\displaystyle S=\{(x,\,y,\,z)\in \mathbb {R} ^{3}\colon \,r^{2}<x^{2}+y^{2}+z^{2}<R^{2}\},}
причём граница этого сферического слоя состоит из двух следующих сфер:
{\displaystyle S_{r}=\{(x,\,y,\,z)\in \mathbb {R} ^{3}\colon \,x^{2}+y^{2}+z^{2}=r^{2}\},}
{\displaystyle S_{R}=\{(x,\,y,\,z)\in \mathbb {R} ^{3}\colon \,x^{2}+y^{2}+z^{2}=R^{2}\}.}

## Объём трёхмерного сферического слоя
Объём сферического слоя представляет собой разность объёмов областей евклидова пространства, заключённых внутри внешней и внутри внутренней сферы. В случае трёхмерного пространства {\displaystyle \mathbb {E} ^{3}} объём сферического слоя
{\displaystyle V={\frac {4}{3}}\pi R^{3}-{\frac {4}{3}}\pi r^{3}={\frac {4}{3}}\pi (R^{3}-r^{3})},
где {\displaystyle R} — радиус внешней сферы, {\displaystyle r} — радиус внутренней сферы.
Случай тонкостенной сферы («Арбузная корка»). Имеется трёхмерная тонкостенная сфера с внутренним радиусом {\displaystyle r}, внешним радиусом {\displaystyle R} и толщиной слоя {\displaystyle \Delta r=R-r}. Если {\displaystyle \Delta r} очень мало, то есть {\displaystyle \Delta r\ll r}, то объём такой тонкостенной сферы приближённо равен {\displaystyle 4\pi r^{2}\Delta r} или {\displaystyle 4\pi R^{2}\Delta r}. Другими словами, объём тонкостенной сферы приближённо равен произведению площади её внутренней или внешней сферы на толщину слоя.
Доказательство. Пусть {\displaystyle R=r+\Delta r} (случай {\displaystyle r=R-\Delta r} аналогичен) и выпишем с этой заменой величину объёма тонкостенной сферы, получим:
{\displaystyle V={\frac {4}{3}}\pi ((r+\Delta r)^{3}-r^{3})={\frac {4}{3}}\pi (r^{3}+3r^{2}\Delta r+3r(\Delta r)^{2}+(\Delta r)^{3}-r^{3})=}
{\displaystyle ={\frac {4}{3}}\pi (3r^{2}\Delta r+3r(\Delta r)^{2}+(\Delta r)^{3})\approx 4\pi r^{2}\Delta r}.

## Примеры использования тонкостенной сферы
Пример 1. Толщина стенки {\displaystyle h} резинового детского мяча радиуса {\displaystyle R=25} см, плавающего на поверхности воды, причём под водой находится {\displaystyle 5} % его объёма, плотность резины {\displaystyle \rho =1{,}1} г/см{\displaystyle ^{3}}, а плотность воды {\displaystyle \rho _{0}=1} г/см{\displaystyle ^{3}}, равна {\displaystyle {\frac {\rho _{0}R}{60\rho }}\approx 4} мм.
Действительно, по закону Архимеда, на тело, погружённое в жидкость, действует выталкивающая сила, численно равная весу объёма жидкости, вытесненного телом. Эта выталкивающая сила уравновешивает вес мяча, приравняем их. Выталкивающая сила равна
{\displaystyle \rho _{0}{\frac {1}{20}}{\frac {4}{3}}\pi R^{3}g},
вес мяча равен
{\displaystyle \rho 4\pi R^{2}hg},
где {\displaystyle g} — ускорение свободного падения, поэтому толщина стенки мяча равна
{\displaystyle h={\frac {\rho _{0}4\pi R^{3}g}{20\cdot 3\rho 4\pi R^{2}g}}={\frac {\rho _{0}R}{60\rho }}\approx 4} мм.
Пример 2 (МФТИ, 1991). Масса {\displaystyle \,m_{\text{Г}}} гелия в лопнувшем при давлении {\displaystyle p=1{,}1} атм резиновом шарике массой {\displaystyle m=2} г, который надувался при температуре {\displaystyle t=17} °C, причём резиновая плёнка рвётся при толщине {\displaystyle \Delta =2\cdot 10^{-3}} см, плотность резины {\displaystyle \rho =1{,}1} г/см{\displaystyle ^{3}}, молярная масса гелия {\displaystyle \mu =4} г/моль, универсальная газовая постоянная {\displaystyle R=8{,}31} Дж/(моль·K), равна {\displaystyle {\frac {1}{6{\sqrt {\pi }}}}{\frac {\mu p}{RT}}\left({\sqrt {\frac {m}{\rho \Delta }}}\right)^{3}\approx 0{,}47} г.
Действительно, рассмотрим уравнение состояния идеального газа для данного примера
{\displaystyle pV={\frac {m_{\text{Г}}}{\mu }}RT},
где {\displaystyle V} — объём газа, {\displaystyle T=t+273{,}15} К — термодинамическая температура. Сразу получаем выражение для искомой величины
{\displaystyle m_{\text{Г}}={\frac {\mu pV}{RT}}},
где {\displaystyle V} — пока неизвестная величина. Объём газа
{\displaystyle V={\frac {4}{3}}\pi r^{3}},
где {\displaystyle r} — радиус шарика, который найдём из выражения для массы шарика {\displaystyle m=\rho \Delta 4\pi r^{2}}, имеем: {\displaystyle r={\sqrt {\frac {m}{\rho \Delta 4\pi }}}}. Собирая всё вместе, окончательно получаем и проводим расчёты в системе СИ:
{\displaystyle m_{\text{Г}}={\frac {1}{6{\sqrt {\pi }}}}{\frac {\mu p}{RT}}\left({\sqrt {\frac {m}{\rho \Delta }}}\right)^{3}\approx 0{,}47} г.
Пример 3 (МФТИ, 1997). Толщина {\displaystyle h} слоя озона (O3), если бы он собрался у поверхности Венеры, имея температуру и давление, равные температуре и давлению атмосферы у поверхности Венеры, причём его масса в атмосфере составляет {\displaystyle \alpha =10^{-5}} % от массы всей атмосферы, у поверхности Венеры ускорение свободного падения {\displaystyle g=8,2} м/с2, а температура {\displaystyle T=800} K, молярная масса озона {\displaystyle \mu =48} г/моль, универсальная газовая постоянная {\displaystyle R=8{,}31} Дж/(моль·K), равна {\displaystyle {\frac {\alpha RT}{\mu g}}\approx 1{,}7} мм.
Действительно, рассмотрим уравнение состояния идеального газа для данного примера
{\displaystyle pV={\frac {\alpha M}{\mu }}RT},
где {\displaystyle p} — давление на поверхности Венеры, {\displaystyle V} — объём слоя озона, {\displaystyle M} — масса атмосферы Венеры, {\displaystyle \mu =48} г/моль — молярная масса озона. Пусть {\displaystyle S} — площадь поверхности Венеры, тогда
{\displaystyle p\cdot V={\frac {Mg}{S}}\cdot Sh=Mgh},
и окончательно получаем и проводим расчёты в системе СИ:
{\displaystyle h={\frac {\alpha RT}{\mu g}}\approx 1{,}7} мм.
Пример 4. Момент инерции тонкостенной сферы.
Для оси, проходящей через центр тонкостенной сферы массой {\displaystyle m} и радиусом {\displaystyle r}, момент равен {\displaystyle {\frac {2}{3}}mr^{2}}.  
Для вывода воспользуемся формулой момента инерции однородного шара радиуса R:
{\displaystyle J_{0}={\frac {2}{5}}MR^{2}={\frac {8}{15}}\pi \rho R^{5}.}
Вычислим, насколько изменится момент инерции шара, если при неизменной плотности ρ его радиус увеличится на бесконечно малую величину dR.
{\displaystyle {\begin{aligned}J&={\frac {dJ_{0}}{dR}}dR={\frac {d}{dR}}\left({\frac {8}{15}}\pi \rho R^{5}\right)dR=\\&={\frac {8}{3}}\pi \rho R^{4}dR=\left(\rho \cdot 4\pi R^{2}dR\right){\frac {2}{3}}R^{2}={\frac {2}{3}}mR^{2}.\end{aligned}}}

## Примеры использования сферического слоя любой толщины
Пример 5. Потенциал однородного сферического слоя
В силу радиальности и сферической симметрии из закона Гаусса следует, что поле вне сферического слоя во всем подобно полю точечного заряда, поле же внутри  сферического слоя — нуль.